# 26. Dáil
Der 26.  Dáil wurde am 15. Juni 1989 gewählt. Insgesamt 166 Abgeordnete (Teachtaí Dála) wurden in 41 Wahlkreisen mit dem Verfahren der übertragbaren Einzelstimmgebung (single transferable vote) bestimmt.

## Wahlausgang
siehe: Wahlen zum Dáil Éireann 1989

Sitzverteilung im 26. Dáil

Fianna Fáil und Fine Gael waren die stärksten Kräfte im Dáil.
Der Dáil Éireann kam erstmals am 29. Juni 1989 zur konstituierenden Sitzung zusammen. Als Vorsitzender des Dáils (Ceann Comhairle) wurde Seán Treacy (Irish Labour Party) gewählt. Seine Vertretung (Leas-Cheann Comhairle) wurde Jim Tunney (Fianna Fáil).
Charles Haughey wurde zum Taoiseach gewählt. Er bildete nach einigen Schwierigkeiten die Regierung Haughey IV, die von Fianna Fáil und den Progressive Democrats getragen wurde. Brian Lenihan senior wurde Tánaiste. Wegen einer von ihm verursachten Abhöraffäre trat Haughey im Februar 1992 zurück und Albert Reynolds übernahm die Regierungsgeschäfte. Er bildete mit den Progressive Democrats die Regierung Reynolds I. 
Oppositionsführer (Ceannaire an Fhreasúra) war zunächst Alan Dukes, später John Bruton von der Fine Gael.
| Partei | Partei                     | Vorsitzende/r im Dáil (Beginn)                                                                        | Jun. 1989: gewählte Teachtaí Dála | Dez. 1992: Teachtaí Dála | Veränderung |
| ------ | -------------------------- | --- | --------------------------------- | ------------------------ | ----------- |
|        | Fianna Fáil                | Charles Haughey Taoiseach bis 11. Februar 1992 Albert Reynolds Taoiseach ab 12. Februar 1992          | 77                                | 77                       | −           |
|        | Fine Gael                  | Alan Dukes Oppositionsführer bis 20. November 1990 John Bruton Oppositionsführer ab 21. November 1990 | 55                                | 55                       | −           |
|        | Labour Party               | Dick Spring                                                                                           | 15                                | 16                       | +1          |
|        | Workers’ Party             | Proinsias De Rossa                                                                                    | 7                                 | 1                        | −6          |
|        | Progressive Democrats      | Desmond O’Malley                                                                                      | 6                                 | 6                        | −           |
|        | Democratic Left            | Proinsias De Rossa                                                                                    | −                                 | 6                        | +6          |
|        | Green Party                | (Kollektiv)                                                                                           | 1                                 | 1                        | –           |
|        | Democratic Socialist Party | Jim Kemmy                                                                                             | 1                                 | −                        | −1          |
|        | Unabhängige                | | 4                                 | 3                        | −1          |
|        | Ceann Comhairle            | | −                                 | 1                        | +1          |
| Gesamt | Gesamt                     | 166                                                                                                   | 166                               | 166                      | –           |

## Teachtaí Dála
| Wahlkreis            | Name                    | Partei (Teilgruppe) | Partei (Teilgruppe)        | Partei (Teilgruppe)        | Partei (Teilgruppe)        | Im Amt seit       |
| Wahlkreis            | Name                    | Zu Beginn des Dáil  | Zu Beginn des Dáil         | Zum Ende des Dáil          | Zum Ende des Dáil          | Im Amt seit       |
| -------------------- | ----------------------- | ------------------- | -------------------------- | -------------------------- | -------------------------- | ----------------- |
| Carlow–Kilkenny      | John Browne             |                     | Fine Gael                  | Fine Gael                  | Fine Gael                  | 29. Juni 1989     |
| Carlow–Kilkenny      | Matthew J. Nolan        |                     | Fianna Fáil                | Fianna Fáil                | Fianna Fáil                | 14. November 1982 |
| Carlow–Kilkenny      | Séamus Pattison         |                     | Labour                     | Labour                     | Labour                     | 11. Oktober 1961  |
| Carlow–Kilkenny      | Phil Hogan              |                     | Fine Gael                  | Fine Gael                  | Fine Gael                  | 29. Juni 1989     |
| Carlow–Kilkenny      | Liam Aylward            |                     | Fianna Fáil                | Fianna Fáil                | Fianna Fáil                | 5. Juli 1977      |
| Cavan–Monaghan       | Andrew Boylan           |                     | Fine Gael                  | Fine Gael                  | Fine Gael                  | 10. März 1987     |
| Cavan–Monaghan       | Bill Cotter             |                     | Fine Gael                  | Fine Gael                  | Fine Gael                  | 29. Juni 1989     |
| Cavan–Monaghan       | John P. Wilson          |                     | Fianna Fáil                | Fianna Fáil                | Fianna Fáil                | 4. März 1973      |
| Cavan–Monaghan       | Rory O’Hanlon           |                     | Fianna Fáil                | Fianna Fáil                | Fianna Fáil                | 5. Juli 1977      |
| Cavan–Monaghan       | Jimmy Leonard           |                     | Fianna Fáil                | Fianna Fáil                | Fianna Fáil                | 9. März 1982      |
| Clare                | Donal Carey             |                     | Fine Gael                  | Fine Gael                  | Fine Gael                  | 9. März 1982      |
| Clare                | Madeleine Taylor-Quinn  |                     | Fine Gael                  | Fine Gael                  | Fine Gael                  | 14. Dezember 1982 |
| Clare                | Brendan Daly            |                     | Fianna Fáil                | Fianna Fáil                | Fianna Fáil                | 4. März 1973      |
| Clare                | Síle de Valera          |                     | Fianna Fáil                | Fianna Fáil                | Fianna Fáil                | 10. März 1987     |
| Cork East            | Michael Ahern           |                     | Fianna Fáil                | Fianna Fáil                | Fianna Fáil                | 9. März 1982      |
| Cork East            | Paul Bradford           |                     | Fine Gael                  | Fine Gael                  | Fine Gael                  | 29. Juni 1989     |
| Cork East            | Joe Sherlock            |                     | Workers’ Party             | Workers’ Party             | Workers’ Party             | 10. März 1987     |
| Cork East            | Ned O’Keeffe            |                     | Fianna Fáil                | Fianna Fáil                | Fianna Fáil                | 14. Dezember 1982 |
| Cork North-Central   | Denis Lyons             |                     | Fianna Fáil                | Fianna Fáil                | Fianna Fáil                | 30. Juni 1981     |
| Cork North-Central   | Bernard Allen           |                     | Fine Gael                  | Fine Gael                  | Fine Gael                  | 30. Juni 1981     |
| Cork North-Central   | Gerry O’Sullivan        |                     | Labour                     | Labour                     | Labour                     | 29. Juni 1989     |
| Cork North-Central   | Máirín Quill            |                     | Progressive Democrats      | Progressive Democrats      | Progressive Democrats      | 10. März 1987     |
| Cork North-Central   | Dan Wallace             |                     | Fianna Fáil                | Fianna Fáil                | Fianna Fáil                | 14. Dezember 1982 |
| Cork North-West      | Michael Creed           |                     | Fine Gael                  | Fine Gael                  | Fine Gael                  | 29. Juni 1989     |
| Cork North-West      | Frank Crowley           |                     | Fine Gael                  | Fine Gael                  | Fine Gael                  | 30. Juni 1981     |
| Cork North-West      | Laurence Kelly          |                     | Fianna Fáil                | Fianna Fáil                | Fianna Fáil                | 26. Juni 1989     |
| Cork South-Central   | Pearse Wyse             |                     | Progressive Democrats      | Progressive Democrats      | Progressive Democrats      | 21. April 1965    |
| Cork South-Central   | Micheál Martin          |                     | Fianna Fáil                | Fianna Fáil                | Fianna Fáil                | 29. Juni 1989     |
| Cork South-Central   | Peter Barry             |                     | Fine Gael                  | Fine Gael                  | Fine Gael                  | 2. Juli 1969      |
| Cork South-Central   | John Dennehy            |                     | Fianna Fáil                | Fianna Fáil                | Fianna Fáil                | 10. März 1987     |
| Cork South-Central   | Toddy O’Sullivan        |                     | Labour                     | Labour                     | Labour                     | 30. Juni 1981     |
| Cork South-West      | Jim O’Keeffe            |                     | Fine Gael                  | Fine Gael                  | Fine Gael                  | 5. Juli 1977      |
| Cork South-West      | Patrick Joseph Sheehan  |                     | Fine Gael                  | Fine Gael                  | Fine Gael                  | 30. Juni 1981     |
| Cork South-West      | Joe Walsh               |                     | Fianna Fáil                | Fianna Fáil                | Fianna Fáil                | 9. März 1982      |
| Donegal North-East   | Neil Blaney             |                     | Independent Fianna Fáil    | Independent Fianna Fáil    | Independent Fianna Fáil    | 11. Oktober 1961  |
| Donegal North-East   | Jim McDaid              |                     | Fianna Fáil                | Fianna Fáil                | Fianna Fáil                | 26. Juni 1989     |
| Donegal North-East   | Patrick Harte           |                     | Fine Gael                  | Fine Gael                  | Fine Gael                  | 11. Oktober 1961  |
| Donegal South-West   | Dinny McGinley          |                     | Fine Gael                  | Fine Gael                  | Fine Gael                  | 9. März 1982      |
| Donegal South-West   | Mary Coughlan           |                     | Fianna Fáil                | Fianna Fáil                | Fianna Fáil                | 10. März 1987     |
| Donegal South-West   | Pat Gallagher           |                     | Fianna Fáil                | Fianna Fáil                | Fianna Fáil                | 30. Juni 1981     |
| Dublin Central       | Bertie Ahern            |                     | Fianna Fáil                | Fianna Fáil                | Fianna Fáil                | 5. Juli 1977      |
| Dublin Central       | Pat Lee                 |                     | Fine Gael                  | Fine Gael                  | Fine Gael                  | 26. Juni 1989     |
| Dublin Central       | Tony Gregory            |                     | Independent                | Independent                | Independent                | 9. März 1982      |
| Dublin Central       | Dermot Fitzpatrick      |                     | Fianna Fáil                | Fianna Fáil                | Fianna Fáil                | 10. März 1987     |
| Dublin Central       | John Stafford           |                     | Fianna Fáil                | Fianna Fáil                | Fianna Fáil                | 10. März 1987     |
| Dublin North         | Ray Burke               |                     | Fianna Fáil                | Fianna Fáil                | Fianna Fáil                | 4. März 1973      |
| Dublin North         | Nora Owen               |                     | Fine Gael                  | Fine Gael                  | Fine Gael                  | 29. Juni 1989     |
| Dublin North         | Seán Ryan               |                     | Labour                     | Labour                     | Labour                     | 29. Juni 1989     |
| Dublin North-Central | Richard Bruton          |                     | Fine Gael                  | Fine Gael                  | Fine Gael                  | 9. März 1982      |
| Dublin North-Central | Vincent Brady           |                     | Fianna Fáil                | Fianna Fáil                | Fianna Fáil                | 5. Juli 1977      |
| Dublin North-Central | Charles Haughey         |                     | Fianna Fáil                | Fianna Fáil                | Fianna Fáil                | 20. März 1957     |
| Dublin North-Central | Ivor Callely            |                     | Fianna Fáil                | Fianna Fáil                | Fianna Fáil                | 29. Juni 1989     |
| Dublin North-East    | Liam Fitzgerald         |                     | Fianna Fáil                | Fianna Fáil                | Fianna Fáil                | 14. Dezember 1982 |
| Dublin North-East    | Pat McCartan            |                     | Workers’ Party             | Workers’ Party             | Workers’ Party             | 10. März 1987     |
| Dublin North-East    | Michael Woods           |                     | Fianna Fáil                | Fianna Fáil                | Fianna Fáil                | 5. Juli 1977      |
| Dublin North-East    | Michael Joe Cosgrave    |                     | Fine Gael                  | Fine Gael                  | Fine Gael                  | 5. Juli 1977      |
| Dublin North-West    | Michael Barrett         |                     | Fianna Fáil                | Fianna Fáil                | Fianna Fáil                | 30. Juni 1981     |
| Dublin North-West    | Mary Flaherty           |                     | Fine Gael                  | Fine Gael                  | Fine Gael                  | 30. Juni 1981     |
| Dublin North-West    | Jim Tunney              |                     | Fianna Fáil                | Fianna Fáil                | Fianna Fáil                | 2. Juli 1969      |
| Dublin North-West    | Proinsias De Rossa      |                     | Workers’ Party             | Workers’ Party             | Workers’ Party             | 9. März 1982      |
| Dublin South         | Roger Garland           |                     | Green Party                | Green Party                | Green Party                | 29. Juni 1989     |
| Dublin South         | Nuala Fennell           |                     | Fine Gael                  | Fine Gael                  | Fine Gael                  | 29. Juni 1989     |
| Dublin South         | Alan Shatter            |                     | Fine Gael                  | Fine Gael                  | Fine Gael                  | 30. Juni 1981     |
| Dublin South         | Séamus Brennan          |                     | Fianna Fáil                | Fianna Fáil                | Fianna Fáil                | 30. Juni 1981     |
| Dublin South         | Tom Kitt                |                     | Fianna Fáil                | Fianna Fáil                | Fianna Fáil                | 10. März 1987     |
| Dublin South-Central | Gay Mitchell            |                     | Fine Gael                  | Fine Gael                  | Fine Gael                  | 30. Juni 1981     |
| Dublin South-Central | Fergus O’Brien          |                     | Fine Gael                  | Fine Gael                  | Fine Gael                  | 14. Dezember 1982 |
| Dublin South-Central | Ben Briscoe             |                     | Fianna Fáil                | Fianna Fáil                | Fianna Fáil                | 21. April 1965    |
| Dublin South-Central | John O’Connell          |                     | Fianna Fáil                | Fianna Fáil                | Fianna Fáil                | 29. Juni 1989     |
| Dublin South-Central | Eric Byrne              |                     | Workers’ Party             | Workers’ Party             | Workers’ Party             | 29. Juni 1989     |
| Dublin South-East    | Garret FitzGerald       |                     | Fine Gael                  | Fine Gael                  | Fine Gael                  | 2. Juli 1969      |
| Dublin South-East    | Joe Doyle               |                     | Fine Gael                  | Fine Gael                  | Fine Gael                  | 29. Juni 1989     |
| Dublin South-East    | Gerard Brady            |                     | Fianna Fáil                | Fianna Fáil                | Fianna Fáil                | 5. Juli 1977      |
| Dublin South-East    | Ruairi Quinn            |                     | Labour                     | Labour                     | Labour                     | 9. März 1982      |
| Dublin South-West    | Pat Rabbitte            |                     | Workers’ Party             | Workers’ Party             | Workers’ Party             | 29. Juni 1989     |
| Dublin South-West    | Mervyn Taylor           |                     | Labour                     | Labour                     | Labour                     | 30. Juni 1981     |
| Dublin South-West    | Chris Flood             |                     | Fianna Fáil                | Fianna Fáil                | Fianna Fáil                | 10. März 1987     |
| Dublin South-West    | Mary Harney             |                     | Progressive Democrats      | Progressive Democrats      | Progressive Democrats      | 30. Juni 1981     |
| Dublin West          | Brian Lenihan senior    |                     | Fianna Fáil                | Fianna Fáil                | Fianna Fáil                | 5. Juli 1977      |
| Dublin West          | Liam Lawlor             |                     | Fianna Fáil                | Fianna Fáil                | Fianna Fáil                | 10. März 1987     |
| Dublin West          | Austin Currie           |                     | Fine Gael                  | Fine Gael                  | Fine Gael                  | 29. Juni 1989     |
| Dublin West          | Jim Mitchell            |                     | Fine Gael                  | Fine Gael                  | Fine Gael                  | 5. Juli 1977      |
| Dublin West          | Tomás Mac Giolla        |                     | Workers’ Party             | Workers’ Party             | Workers’ Party             | 14. Dezember 1982 |
| Dún Laoghaire        | Monica Barnes           |                     | Fine Gael                  | Fine Gael                  | Fine Gael                  | 29. Juni 1989     |
| Dún Laoghaire        | David Andrews           |                     | Fianna Fáil                | Fianna Fáil                | Fianna Fáil                | 21. April 1965    |
| Dún Laoghaire        | Brian Hillery           |                     | Fianna Fáil                | Fianna Fáil                | Fianna Fáil                | 29. Juni 1989     |
| Dún Laoghaire        | Eamon Gilmore           |                     | Workers’ Party             | Workers’ Party             | Workers’ Party             | 29. Juni 1989     |
| Dún Laoghaire        | Seán Barrett            |                     | Fine Gael                  | Fine Gael                  | Fine Gael                  | 30. Juni 1981     |
| Galway East          | Paul Connaughton senior |                     | Fine Gael                  | Fine Gael                  | Fine Gael                  | 30. Juni 1981     |
| Galway East          | Noel Treacy             |                     | Fianna Fáil                | Fianna Fáil                | Fianna Fáil                | 20. Juli 1982     |
| Galway East          | Michael P. Kitt         |                     | Fianna Fáil                | Fianna Fáil                | Fianna Fáil                | 30. Juni 1981     |
| Galway West          | Pádraic McCormack       |                     | Fine Gael                  | Fine Gael                  | Fine Gael                  | 29. Juni 1989     |
| Galway West          | Michael D. Higgins      |                     | Labour                     | Labour                     | Labour                     | 10. März 1987     |
| Galway West          | Bobby Molloy            |                     | Progressive Democrats      | Progressive Democrats      | Progressive Democrats      | 21. April 1965    |
| Galway West          | Máire Geoghegan-Quinn   |                     | Fianna Fáil                | Fianna Fáil                | Fianna Fáil                | 4. März 1975      |
| Galway West          | Frank Fahey             |                     | Fianna Fáil                | Fianna Fáil                | Fianna Fáil                | 9. März 1982      |
| Kerry North          | Tom McEllistrim         |                     | Fianna Fáil                | Fianna Fáil                | Fianna Fáil                | 29. Juni 1989     |
| Kerry North          | Jimmy Deenihan          |                     | Fine Gael                  | Fine Gael                  | Fine Gael                  | 10. März 1987     |
| Kerry North          | Dick Spring             |                     | Labour                     | Labour                     | Labour                     | 30. Juni 1981     |
| Kerry South          | John O’Donoghue         |                     | Fianna Fáil                | Fianna Fáil                | Fianna Fáil                | 10. März 1987     |
| Kerry South          | Michael Moynihan        |                     | Labour                     | Labour                     | Labour                     | 29. Juni 1989     |
| Kerry South          | John O’Leary            |                     | Fianna Fáil                | Fianna Fáil                | Fianna Fáil                | 7. Dezember 1966  |
| Kildare              | Charlie McCreevy        |                     | Fianna Fáil                | Fianna Fáil                | Fianna Fáil                | 5. Juli 1977      |
| Kildare              | Bernard Durkan          |                     | Fine Gael                  | Fine Gael                  | Fine Gael                  | 14. Dezember 1982 |
| Kildare              | Emmet Stagg             |                     | Labour                     | Labour                     | Labour                     | 10. März 1987     |
| Kildare              | Seán Power              |                     | Fianna Fáil                | Fianna Fáil                | Fianna Fáil                | 29. Juni 1989     |
| Kildare              | Alan Dukes              |                     | Fine Gael                  | Fine Gael                  | Fine Gael                  | 30. Juni 1981     |
| Laois–Offaly         | Brian Cowen             |                     | Fianna Fáil                | Fianna Fáil                | Fianna Fáil                | 14. Juni 1984     |
| Laois–Offaly         | Charlie Flanagan        |                     | Fine Gael                  | Fine Gael                  | Fine Gael                  | 10. März 1987     |
| Laois–Offaly         | Ger Connolly            |                     | Fianna Fáil                | Fianna Fáil                | Fianna Fáil                | 2. Juli 1969      |
| Laois–Offaly         | Liam Hyland             |                     | Fianna Fáil                | Fianna Fáil                | Fianna Fáil                | 30. Juni 1981     |
| Laois–Offaly         | Tom Enright             |                     | Fine Gael                  | Fine Gael                  | Fine Gael                  | 2. Juli 1969      |
| Limerick East        | Michael Noonan          |                     | Fine Gael                  | Fine Gael                  | Fine Gael                  | 30. Juni 1981     |
| Limerick East        | Willie O’Dea            |                     | Fianna Fáil                | Fianna Fáil                | Fianna Fáil                | 9. März 1982      |
| Limerick East        | Peadar Clohessy         |                     | Progressive Democrats      | Progressive Democrats      | Progressive Democrats      | 10. März 1987     |
| Limerick East        | Desmond O’Malley        |                     | Progressive Democrats      | Progressive Democrats      | Progressive Democrats      | 22. Mai 1968      |
| Limerick East        | Jim Kemmy               |                     | Democratic Socialist Party | Democratic Socialist Party | Democratic Socialist Party | 10. März 1987     |
| Limerick West        | Gerard Collins          |                     | Fianna Fáil                | Fianna Fáil                | Fianna Fáil                | 9. November 1967  |
| Limerick West        | Michael Finucane        |                     | Fine Gael                  | Fine Gael                  | Fine Gael                  | 29. Juni 1989     |
| Limerick West        | Michael J. Noonan       |                     | Fianna Fáil                | Fianna Fáil                | Fianna Fáil                | 2. Juli 1969      |
| Longford–Westmeath   | Louis Belton            |                     | Fine Gael                  | Fine Gael                  | Fine Gael                  | 29. Juni 1989     |
| Longford–Westmeath   | Paul McGrath            |                     | Fine Gael                  | Fine Gael                  | Fine Gael                  | 29. Juni 1989     |
| Longford–Westmeath   | Mary O’Rourke           |                     | Fianna Fáil                | Fianna Fáil                | Fianna Fáil                | 14. Dezember 1982 |
| Longford–Westmeath   | Albert Reynolds         |                     | Fianna Fáil                | Fianna Fáil                | Fianna Fáil                | 5. Juli 1977      |
| Louth                | Dermot Ahern            |                     | Fianna Fáil                | Fianna Fáil                | Fianna Fáil                | 10. März 1987     |
| Louth                | Michael Bell            |                     | Labour                     | Labour                     | Labour                     | 14. Dezember 1982 |
| Louth                | Brendan McGahon         |                     | Fine Gael                  | Fine Gael                  | Fine Gael                  | 14. Dezember 1982 |
| Louth                | Séamus Kirk             |                     | Fianna Fáil                | Fianna Fáil                | Fianna Fáil                | 14. Dezember 1982 |
| Mayo East            | Seán Calleary           |                     | Fianna Fáil                | Fianna Fáil                | Fianna Fáil                | 4. März 1973      |
| Mayo East            | Patrick Joseph Morley   |                     | Fianna Fáil                | Fianna Fáil                | Fianna Fáil                | 5. Juli 1977      |
| Mayo East            | Jim Higgins             |                     | Fine Gael                  | Fine Gael                  | Fine Gael                  | 10. März 1987     |
| Mayo West            | Martin O’Toole          |                     | Fianna Fáil                | Fianna Fáil                | Fianna Fáil                | 29. Juni 1989     |
| Mayo West            | Pádraig Flynn           |                     | Fianna Fáil                | Fianna Fáil                | Fianna Fáil                | 5. Juli 1977      |
| Mayo West            | Enda Kenny              |                     | Fine Gael                  | Fine Gael                  | Fine Gael                  | 11. Dezember 1975 |
| Meath                | John Bruton             |                     | Fine Gael                  | Fine Gael                  | Fine Gael                  | 21. April 1969    |
| Meath                | Noel Dempsey            |                     | Fianna Fáil                | Fianna Fáil                | Fianna Fáil                | 10. März 1987     |
| Meath                | Mary Wallace            |                     | Fianna Fáil                | Fianna Fáil                | Fianna Fáil                | 29. Juni 1989     |
| Meath                | John Farrelly           |                     | Fine Gael                  | Fine Gael                  | Fine Gael                  | 30. Juni 1981     |
| Meath                | Colm Hilliard           |                     | Fianna Fáil                | Fianna Fáil                | Fianna Fáil                | 9. März 1982      |
| Roscommon            | John Connor             |                     | Fine Gael                  | Fine Gael                  | Fine Gael                  | 29. Juni 1989     |
| Roscommon            | Terry Leyden            |                     | Fianna Fáil                | Fianna Fáil                | Fianna Fáil                | 14. Dezember 1992 |
| Roscommon            | Tom Foxe                |                     | Independent                | Independent                | Independent                | 29. Juni 1989     |
| Sligo–Leitrim        | Matt Brennan            |                     | Fianna Fáil                | Fianna Fáil                | Fianna Fáil                | 9. März 1982      |
| Sligo–Leitrim        | Ted Nealon              |                     | Fine Gael                  | Fine Gael                  | Fine Gael                  | 30. Juni 1981     |
| Sligo–Leitrim        | John Ellis              |                     | Fianna Fáil                | Fianna Fáil                | Fianna Fáil                | 10. März 1987     |
| Sligo–Leitrim        | Declan Bree             |                     | Fine Gael                  | Fine Gael                  | Fine Gael                  | 29. Juni 1989     |
| Tipperary North      | Michael Smith           |                     | Fianna Fáil                | Fianna Fáil                | Fianna Fáil                | 10. März 1987     |
| Tipperary North      | Michael O’Kennedy       |                     | Fianna Fáil                | Fianna Fáil                | Fianna Fáil                | 9. März 1982      |
| Tipperary North      | Michael Lowry           |                     | Independent                | Independent                | Independent                | 10. März 1987     |
| Tipperary South      | Noel Davern             |                     | Fianna Fáil                | Fianna Fáil                | Fianna Fáil                | 10. März 1987     |
| Tipperary South      | Michael Ferris          |                     | Labour                     | Labour                     | Labour                     | 10. März 1987     |
| Tipperary South      | Theresa Ahearn          |                     | Fine Gael                  | Fine Gael                  | Fine Gael                  | 29. Juni 1989     |
| Tipperary South      | Seán Treacy             |                     | Independent                |                            | Ceann Comhairle            | 11. Oktober 1961  |
| Waterford            | Austin Deasy            |                     | Fine Gael                  | Fine Gael                  | Fine Gael                  | 5. Juli 1977      |
| Waterford            | Brian O’Shea            |                     | Labour                     | Labour                     | Labour                     | 29. Juni 1989     |
| Waterford            | Jackie Fahey            |                     | Fianna Fáil                | Fianna Fáil                | Fianna Fáil                | 21. April 1965    |
| Waterford            | Brendan Kenneally       |                     | Fianna Fáil                | Fianna Fáil                | Fianna Fáil                | 29. Juni 1989     |
| Wexford              | John Browne             |                     | Fianna Fáil                | Fianna Fáil                | Fianna Fáil                | 14. Dezember 1982 |
| Wexford              | Brendan Howlin          |                     | Labour                     | Labour                     | Labour                     | 10. März 1987     |
| Wexford              | Ivan Yates              |                     | Fine Gael                  | Fine Gael                  | Fine Gael                  | 30. Juni 1981     |
| Wexford              | Michael D’Arcy          |                     | Fine Gael                  | Fine Gael                  | Fine Gael                  | 29. Juni 1989     |
| Wexford              | Séamus Cullimore        |                     | Fianna Fáil                | Fianna Fáil                | Fianna Fáil                | 29. Juni 1989     |
| Wicklow              | Joe Jacob               |                     | Fianna Fáil                | Fianna Fáil                | Fianna Fáil                | 10. März 1987     |
| Wicklow              | Godfrey Timmins         |                     | Fine Gael                  | Fine Gael                  | Fine Gael                  | 29. Juni 1989     |
| Wicklow              | Liam Kavanagh           |                     | Labour                     | Labour                     | Labour                     | 2. Juli 1969      |
| Wicklow              | Dick Roche              |                     | Fianna Fáil                | Fianna Fáil                | Fianna Fáil                | 10. März 1987     |

1. Dáil (1919–1921) |
2. Dáil (1921–1922) |
3. Dáil (1922–1923) |
4. Dáil (1923–1927) |
5. Dáil (1927) |
6. Dáil (1927–1932) |
7. Dáil (1932–1933) |
8. Dáil (1933–1937) |
9. Dáil (1937–1938) |
10. Dáil (1938–1943) |
11. Dáil (1943–1944) |
12. Dáil (1944–1948) |
13. Dáil (1948–1951) |
14. Dáil (1951–1954) |
15. Dáil (1954–1957) |
16. Dáil (1957–1961) |
17. Dáil (1961–1965) |
18. Dáil (1965–1969) |
19. Dáil (1969–1973) |
20. Dáil (1973–1977) |
21. Dáil (1977–1981) |
22. Dáil (1981–1982) |
23. Dáil (1982) |
24. Dáil (1982–1987) |
25. Dáil (1987–1989) |
26. Dáil (1989–1992) |
27. Dáil (1992–1997) |
28. Dáil (1997–2002) |
29. Dáil (2002–2007) |
30. Dáil (2007–2011) |
31. Dáil (2011–2016) |
32. Dáil (2016–2020) |
33. Dáil (2020–2024) |
34. Dáil (seit 2024)